# U-Bahnhof Saarlandstraße

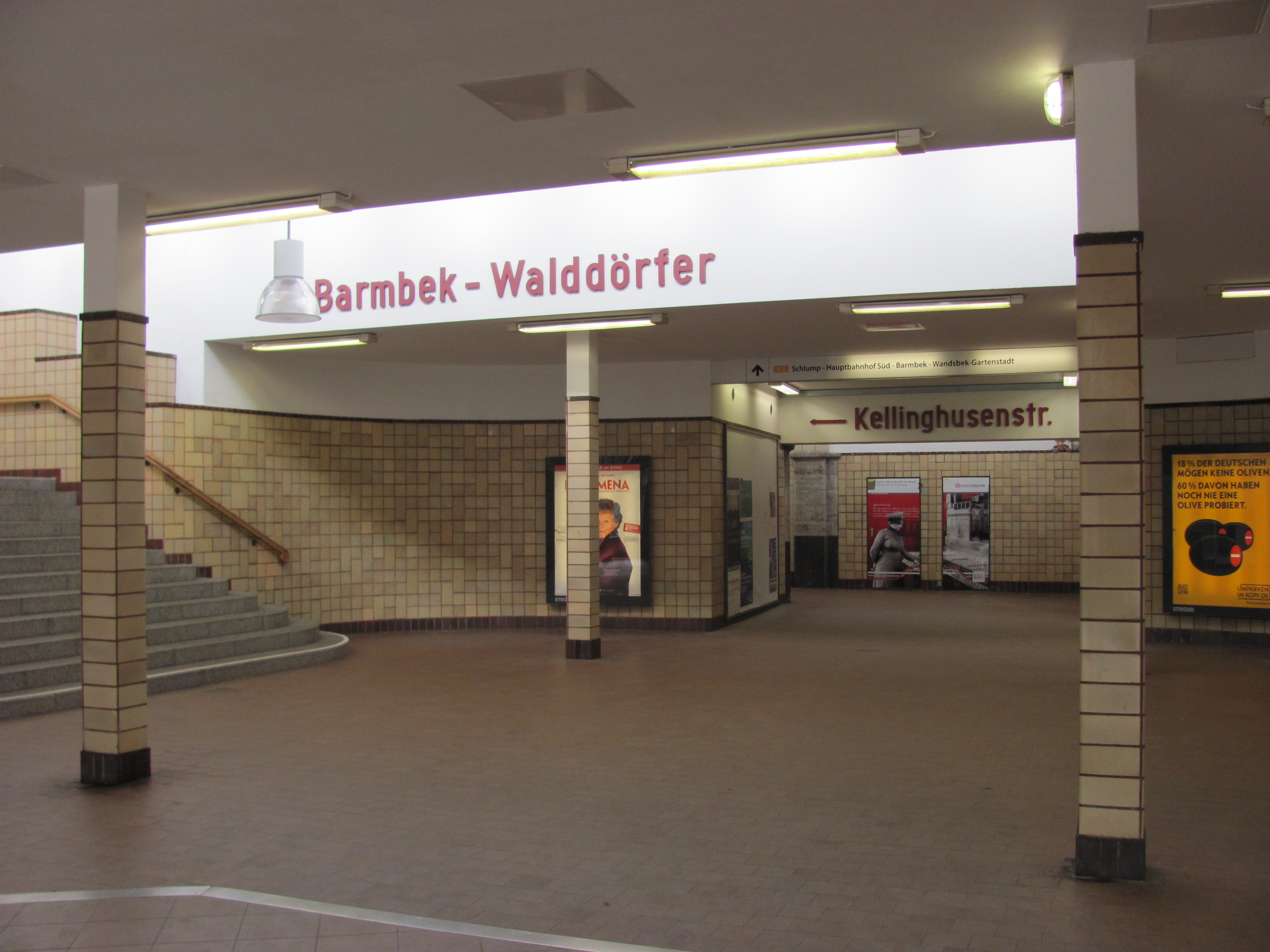
Vorhalle mit Richtungsangaben

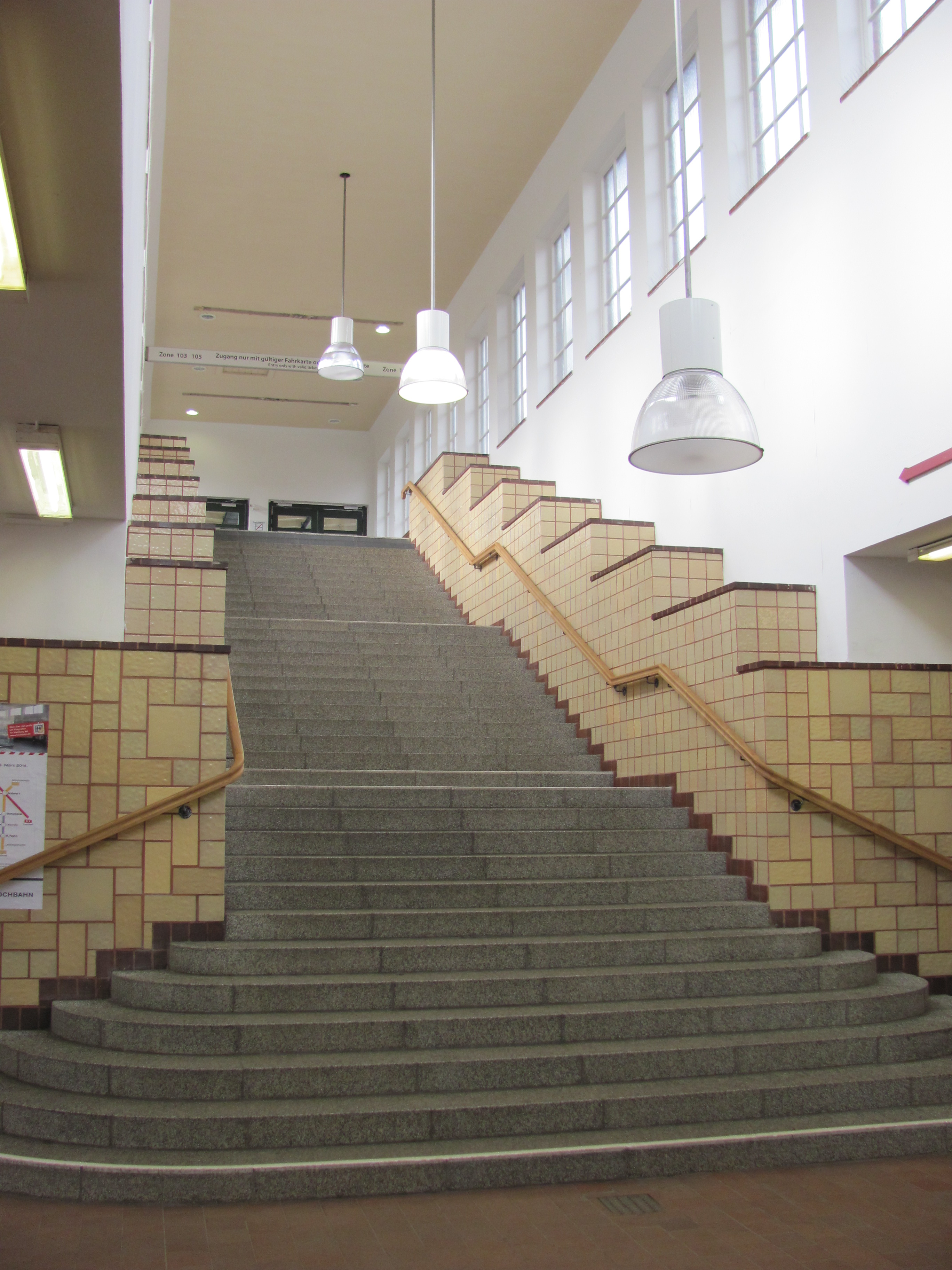
Treppenhaus

Der U-Bahnhof Saarlandstraße ist eine Station der Hamburger U-Bahn-Linie U3 im Stadtteil Winterhude. Das Kürzel der Station bei der Betreiber-Gesellschaft Hamburger Hochbahn lautet „SA“. Der U-Bahnhof hat täglich 9.318 Ein- und Aussteiger (Mo–Fr, 2019).

## Aufbau
Der Bahnhof befindet sich in Dammlage an der südöstlichen Ecke des Hamburger Stadtparks und westlich der namensgebenden Saarlandstraße, zu der der einzige Ausgang führt. Die Anlage verfügt über insgesamt vier Bahnsteiggleise an zwei Bahnsteigen. Im Regelfall benutzen durchfahrende Züge die Außengleise. Die Innengleise dienen Ein- und Aussetzern von und zu der großen Abstellanlage westlich der Haltestelle.
Beide Bahnsteige sind 120 Meter lang und können damit im Gegensatz zu vielen anderen Stationen der U3 auch von 8- bzw. 9-Wagen-Zügen benutzt werden.
Der Abstand zur östlichen Nachbarstation Barmbek beträgt etwa 800 Meter, bis Borgweg sind es rund 1,1 Kilometer.

## Geschichte
Die Haltestelle wurde bereits 1912 – im ersten Jahr der Hochbahn-Ringlinie – unter dem Namen Flurstraße in damals wenig bebauten Gebiet eröffnet. Damals existierte nur ein Bahnsteig und ein einfach gehaltener Zugang an seinem Ostende. Im Juli 1924 erhielt die Haltestelle den Namen Stadtpark. Kurze Zeit später wurde die Station erheblich umgebaut. Sie erhielt südlich des bestehenden einen zweiten Bahnsteig und ein großzügiges Empfangsgebäude an der heutigen Saarlandstraße mit Ausgang zum Süden nach den Plänen des Architekten Walter Puritz.
Westlich des Bahnhofs entstand eine umfangreiche Abstellanlage, da die Abstellkapazitäten in Barmbek erschöpft waren.
1970 schließlich bekam der U-Bahnhof mit Saarlandstraße seinen heutigen Namen, auch um Verwechslungen mit einem damals ebenfalls Stadtpark genannten Bahnhof der S-Bahn (heute: Alte Wöhr) zu vermeiden.

U-Bahnhof Flurstraße 1912
Eingangshalle 1912

### Barrierefreier Ausbau
1990 untersuchte die Hochbahn erstmals die Möglichkeit, einige Bahnsteige im Streckennetz kostengünstig teilzuerhöhen. Hierbei wurde der Bahnsteig auf einige Meter Länge um etwa 10 bis 15 cm erhöht und farblich durch kontrastreiche Bodenfliesen im Schachbrettmuster hervorgehoben. Hierdurch sollte es möglich sein, dass beispielsweise Rollstuhlfahrer den Zug stufenfrei erreichen können, was damals bei der Hamburger U-Bahn nicht möglich war. Versuchsobjekt war damals eines der beiden Mittelgleise in dieser Station. Eine Bedingung für die sinnvolle Nutzung von teilerhöhten Bahnsteige ist, dass sich der Bereich in jeder in Frage kommenden Station räumlich an der gleichen Stelle befindet. Nur so kann sichergestellt werden, dass stets derselbe Wagen eines Zuges an ebendiesem Bahnsteigbereich zum Stehen kommt. Manche Stationen (wie etwa Jungfernstieg) erhielten mittlerweile einen komplett erhöhten Bahnsteig auf gesamter Länge. Gerade dort ist es wichtig, dass die Fahrgäste den in Frage kommenden Wagen durch das Schachbrettmuster finden, der an anderen Stationen an diesem teilerhöhten Bereich halten wird.
Im Sommer 2012 wurden beide Bahnsteige vollständig erhöht.
Im Mai 2024 begann die Hochbahn unter laufendem Betrieb mit dem bis Sommer 2025 geplanten barrierefreien Ausbau der Haltestelle mit Aufzugsanlage und taktilem Leitsystem.

## Unfall und die Folgen
Im Juni 2010 verursachte ein Lkw einen Anfahrschaden an der U-Bahn-Brücke über die Saarlandstraße. Die Konstruktion, die das südlichste Gleis trug, wurde massiv beschädigt. Sie war anschließend für den U-Bahn-Verkehr gesperrt, weshalb sämtliche Züge Richtung Barmbek über das Innengleis fahren mussten. Die viergleisige Überführung erwies sich als Glücksfall, da der Zugverkehr über eine unbeschädigte Brücke umgeleitet wurde. Während einer Streckensperrung im Sommer 2012 wurden turnusmäßig alle vier Gleisbrücken über die Saarlandstraße ausgewechselt. Nach dem Ende der Bauarbeiten im August 2012 kann der Zugverkehr wieder wie vor dem Unfall viergleisig abgewickelt werden.

## Anbindung
Am Bahnhof Saarlandstraße besteht ein Übergang zu verschiedenen Buslinien. Direkt am Eingang verkehrt die Linie 261, sowie in unmittelbarer Nähe die Linien 17, 18 und 172. Während der Betriebsruhe der U-Bahn verkehrt die Nachtbuslinie 617.
Direkt an der Haltestelle befindet sich eine Station des Hamburger Stadtrad-Systems. Nachdem die vorhandene Rad-Abstellanlage bereits lange überlastet war, begannen im September 2015 die Bauarbeiten für eine deutliche Erweiterung der Kapazitäten. Insgesamt sind 162 Plätze für Fahrräder direkt vor der Haltestelle vorgesehen, davon sollen 12 in abschließbaren, kostenpflichtigen Boxen errichtet werden.
| Linie | Verlauf |
| ----- | --- |
| U 3   | Barmbek – Saarlandstraße – Borgweg (Stadtpark) – Sierichstraße – Kellinghusenstraße – Eppendorfer Baum – Hoheluftbrücke – Schlump – Sternschanze – Feldstraße (Heiligengeistfeld) – St. Pauli – Landungsbrücken – Baumwall (Elbphilharmonie) – Rödingsmarkt – Rathaus – Mönckebergstraße – Hauptbahnhof Süd – Berliner Tor – Lübecker Straße – Uhlandstraße – Mundsburg – Hamburger Straße – Dehnhaide – Barmbek – (in Planung: Fuhlsbüttler Straße –) Habichtstraße – Wandsbek-Gartenstadt |